# Karl Albrecht (Oberleutnant zur See)
Karl Albrecht (21 de Abril de 1907 - 30 de Setembro de 1944) foi um comandante de U-Boot que serviu na Kriegsmarine durante a Segunda Guerra Mundial.

## Carreira

### Patentes
| 7 Abr 1923 | Rekrut                 |
| 1 Mai 1927 | Signalgefreiter        |
| 1 Mai 1929 | Obersignalgefreiter    |
| 1 Set 1930 | Signalmaat             |
| 1 Set 1932 | Obersignalmaat         |
| 1 Nov 1935 | Steuermann             |
| 1 Jan 1936 | Obersteuermann         |
| 1 Out 1938 | Stabssteuermann        |
| 1 Jan 1939 | Stabsobersteuermann    |
| 1 Out 1942 | Leutnant zur See Kr.O. |
| 1 Abr 1943 | Oberleutnant zur See   |

### Condecorações
| 25 Jan 1940 | Cruz de Ferro 2ª Classe         |
| 21 Mar 1940 | Badge de Guerra dos U-boot 1939 |
| 12 Out 1942 | Cruz de Ferro 1ª Classe         |